# Marie-Louise Dubreil-Jacotin
Marie-Louise Dubreil-Jacotin (París, 7 de julio de 1905 - París, 19 de octubre de 1972) fue una matemática francesa especialista en álgebra.

## Biografía
Marie-Louise Dubreil-Jacotin, nacida Marie-Louise Jacotin, era hija de un abogado. Realizó sus estudios secundarios en el Liceo Jules Ferry de París, donde tuvo como profesora de matemáticas a la hermana de Élie Cartan.Tras obtener el título de bachillerato en matemáticas elementales en 1924, empezó a seguir la clase de matemáticas especiales del colegio Chaptal. El comienzo de sus estudios superiores tuvo numerosas dificultades. En 1925 se presentó al concurso de entrada de la Escuela Normal Superior, este servía también como concurso para las becas de licenciatura de los departamentos. Se clasificó lo suficientemente bien como para obtener una de las becas, pero su profesor de matemáticas la animó para que continuara formándose para optar a una plaza Escuela normal superior. En 1926, obtuvo la segunda plaza para entrar en la Escuela; sin embargo, debido a la circular del 2 de marzo de 1912 que consideraba la Escuela reservada a los hombres, en el decreto de admisión se la relegó a la plaza 21, justo después de los 20 primeros en la clasificación que fueron admitidos. En compensación, se le concedió una beca de licenciatura. Una de sus antiguas compañeras de liceo era la hija del redactor en jefe del periódico de la Escuela Normal Superior, Fernand Hauser, quien intervino a su favor ante el ministro de la Instrucción Pública, Édouard Herriot, y ante el director de Enseñanza Superior. El Consejo Superior de Instrucción Pública autorizó a finales de enero de 1927 su inscripción como alumna externa, pudiendo así seguir las conferencias de la Escuela al mismo tiempo que los cursos de la Facultad de Ciencias de la Universidad de París, en particular los cursos de mecánica de fluidos de Henri Villat, donde obtuvo la licenciatura en ciencias matemáticas.
Nombrada profesora agregada de matemáticas en 1929, Marie-Louise Jacotin obtuvo una beca para emprender investigaciones de física matemática en Oslo bajo la supervisión del profesor Vilhelm Bjerknes. 
Se casó con Paul Dubreil en París en junio de 1930. Él era en aquel momento becario de la Fundación Rockefeller, y ella le acompañó a Alemania; allí conoció a Emmy Noether. Este encuentro fue determinante para su futuro. También acompañó a su marido a Italia donde conoció a Tullio Levi-Civita que trabajaba en la misma especialidad que ella. Durante el verano de 1931 la pareja coincidió con el grupo de investigación dirigido por David Hilbert y Hermann Weyl en Gotinga. A comienzos del curso 1931-1932, su marido sustituyó a Henri Cartan en la Facultad de Ciencias de Lille. Defendió su tesis doctoral en ciencias matemáticas en 1934 ante un tribunal de la Facultad de Ciencias de la Universidad de París compuesto por Ernest Vessiot, Gaston Julia y Henri Villat. Al año siguiente se convirtió en investigadora de la Caisse nationale de la recherche scientifique Caisse nationale de la recherche scientifique (precursora del Centro Nacional para la Investigación Científica-CNRS) en Rennes y se le asignó el curso Peccot en el Colegio de Francia. Tras la física teórica, se orientó hacia el álgebra y la teoría de los números.
Su marido fue nombrado en Nancy, y ella encargada de curso en la Facultad de Ciencias de la Universidad de Rennes en 1938, y después profesora titular de matemáticas generales en Lyon de 1939 a 1941, para ser transferida nuevamente a Rennes. En octubre de 1943 fue nombrada profesora titular de la cátedra de cálculo diferencial e integral de la Facultad de Ciencias de la Universidad de Poitiers. Reunió en torno a ella a una comunidad de investigadores que incluía a Marcel-Paul Schützenberger en teoría de semigrupos.
Directora de investigación del CNRS durante el curso académico 1954-1955, fue nombrada profesora titular en la Facultad de Ciencias de la Universidad de París en 1956, y se le encargó la preparación del concurso de agregación femenina de matemáticas.
Marie-Louise Dubreil-Jacotin fue víctima de un accidente de tráfico en 1972 y falleció cinco semanas más tarde de un infarto.

## Trabajos
Su tesis trataba sobre mecánica de fluidos.Tras su encuentro con Emmy Noether, trabajó sobre problemas de álgebra, incluyendo conjuntos ordenados, semigrupos y teoría de ideales. Fundó una escuela en Poitiers, y tras su nombramiento en París, contribuyó junto a su marido al impulso del álgebra. De sus dos libros, Leçons d'algèbre moderne tuvo una gran difusión, incluyendo una traducción al inglés.
Se interesó también por el lugar de las mujeres en matemáticas y en ciencias; publicó varios artículos sobre mujeres científicas famosas. Contribuyó con un capítulo titulado Imágenes de matemáticas en el libro de François Le Lionnais, Las grandes corrientes del pensamiento matemático..

## Publicaciones
- Paul Dubreil et Marie-Louise Dubreil-Jacotin, Leçons d'algèbre moderne, Paris, Dunod, 1964, 2e éd., vii+401 p.

- Paul Dubreil y Marie-Louise Dubreil-Jacotin (trad. A. Geddes), Lectures on modern algebra, Edinburgh, Oliver & Boyd, coll. « University Mathematical Monographs » (no 6), 1967, 2.º éd., xii+364 p.

- Marie-Louise Dubreil-Jacotin, Léonce Lesieur y Robert Croisot, Leçons sur la théorie des treillis des structures algébriques ordonnées et des treillis géométriques, Gauthier-Villars, 1953, viii+385 p.

## Reconocimientos
- La calle Marie-Louise Dubreil-Jacotin en el distrito XIII de París lleva su nombre.
- En el campus de la Universidad de Poitiers, una calle también lleva su nombre.